# Polder Nieuwenhoorn
De Polder Nieuwenhoorn was een polder en waterschap in de gemeente Voorne aan Zee (voorheen Nieuwenhoorn en later Hellevoetsluis) in de Nederlandse provincie Zuid-Holland.
Het waterschap was in 1811 ontstaan als de (gedeeltelijke) rechtsopvolger van het gelijknamige Ambacht.
Het waterschap was verantwoordelijk voor de waterhuishouding in de polder.